# Leuchtturm Rozewie
Der Leuchtturm Rozewie (deutsch Rixhöft) befindet sich in dem kleinen gleichnamigen Ort Rozewie, heute ein Ort der Landgemeinde Gmina Władysławowo, zwischen dem Seebad Jastrzębia Góra und Władysławowo an der polnischen Ostseeküste. Er bezeichnet ein Kap am nördlichsten Punkt der Woiwodschaft Pommern.
Benachbarte Leuchttürme stehen in Stilo (Stilo-Kathen) im Westen und in Jastarnia (Heisternest) im Osten.

## Geschichte
Bereits in der flämischen Lotsenkunde des XV. Jahrhunderts wurde Rixhöft unter dem Namen Roshoned erwähnt. Eine schwedische Karte der Putziger Wiek von 1696 zeigt in Rixhöft einen Leuchtturm an.
Seit November 1822 weist das Feuer des Leuchtturms den sicheren Weg um das Kap Rixhöft, den nördlichsten Punkt der polnischen Küste, und ist damit der älteste polnische Leuchtturm.
Ab 1822 war es ein 21,3 m hoher Ziegelturm mit einer sechseckigen Laterne. Nach den Projektierungs-Unterlagen aus dem Königlichen Archiv in Danzig bestand die Lichtquelle des Leuchtfeuers aus 13 Argandlampen, die im Halbkreis montiert waren. Sie leuchteten als weißes Festfeuer in einem Sektor von 225°. 1866 wurde der Turm modernisiert und bekam eine Gürtellinse 1. Ordnung.
Mit der Geschichte des Leuchtturms hängt sehr eng die Geschichte der Leuchtturmwärter-Dynastie von Rozewie: Leon (1920–1939, 1. polnischer Leuchtturmwärter), Bruder Władysław (1945–1978) und Zbigniew, Sohn von Leon Wzorek (1973–1978) zusammen.

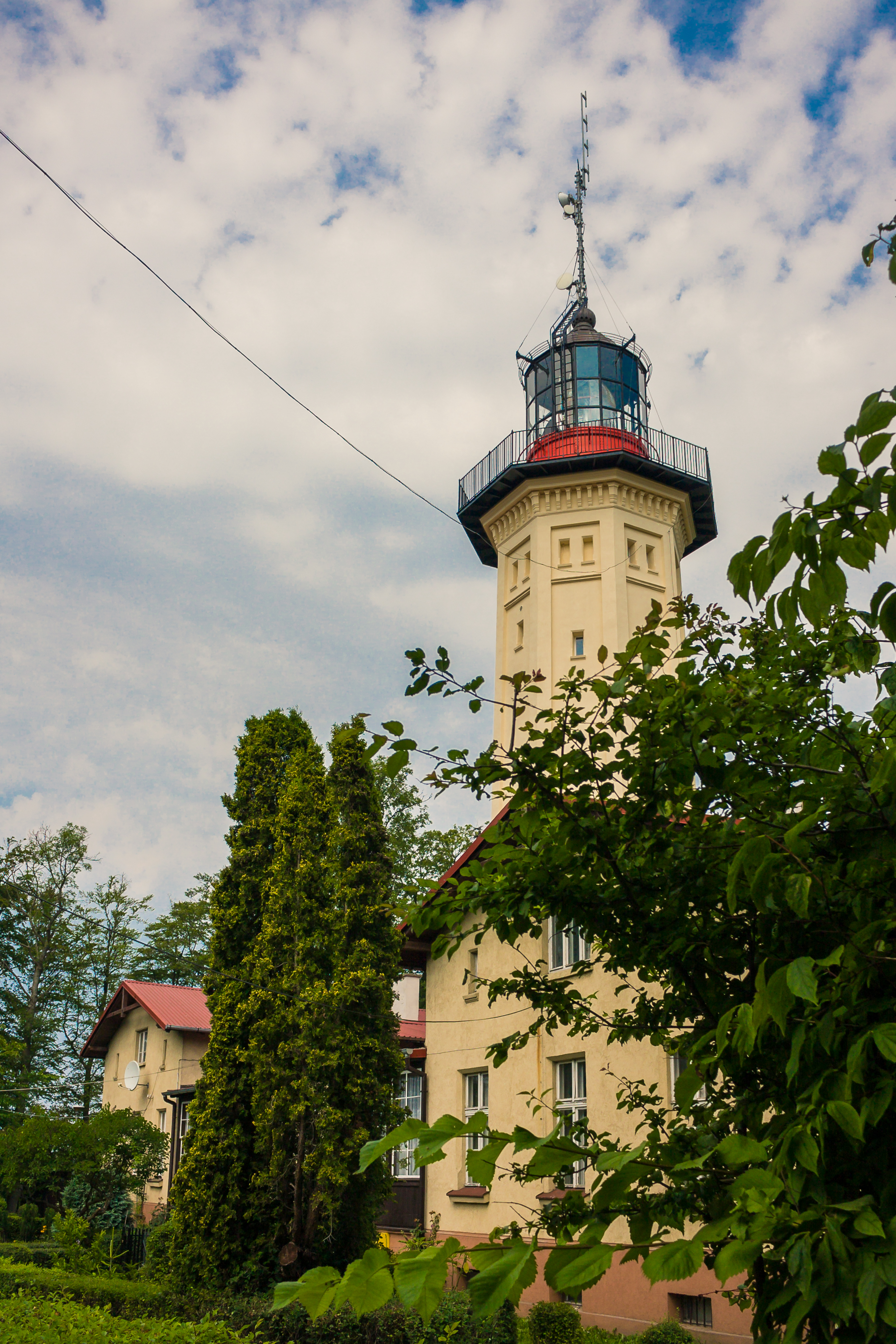
Leuchtturm Rozewie II, 2018

Durch Beschluss der Preußischen Seeschifffahrtsverwaltung wurde 1873 beschlossen 190 Meter westlich des Alten Leuchtturms in Rozewie den Neuen Leuchtturm zu bauen. Seine Aufgabe war es, die Lichter von Rozewie und Czołpin zu unterscheiden und dadurch die Menge der Strandungen zu reduzieren. Der Neue Leuchtturm war ein achteckiger Turm aus Backstein, verputzt und orange lackiert. Es war 28,8 Meter hoch und hatte eine sechseckige Laterne mit einem kupfernen dunkelgrünen Dach. Der Leuchtturm war mit einem Fresnel-Apparat 1. Ordnung ausgestattet für Kerosin, und seine Eigenschaften und Lichtstärke waren die gleichen wie die des alten Leuchtturms. In direkter Nachbarschaft steht der neue Leuchtturm auf der Position 54° 49′ 50,7″ N, 18° 19′ 59,9″ O, der von 1875 bis 1910 gleichzeitig mit dem alten Leuchtturm von Rozewie als Zwillingsfeuer in Betrieb war.
Er wurde 1910 nach der Modernisierung und zusätzlicher Erhöhung des „alten“ außer Betrieb genommen. Die Laterne wurde entfernt. In der Nachkriegszeit wurde der Turm durch den Grenzschutz als Beobachtungs- und Radarturm genutzt und war für die Öffentlichkeit gesperrt. Um 2014 wurde eine Replik auf dem Turm aufgebaut und umfangreiche Renovierungen ausgeführt. Der Turm ist mit gelbem Putz versehen und die Laterne ist rot gestrichen. Am 1. Mai 2022 wurde der Turm nach einer über 100-jährigen öffentlichen Sperrung mit einem feierlichen „Picknick“ den Besuchern zur freien Besichtigung übergeben.

## Beschreibung

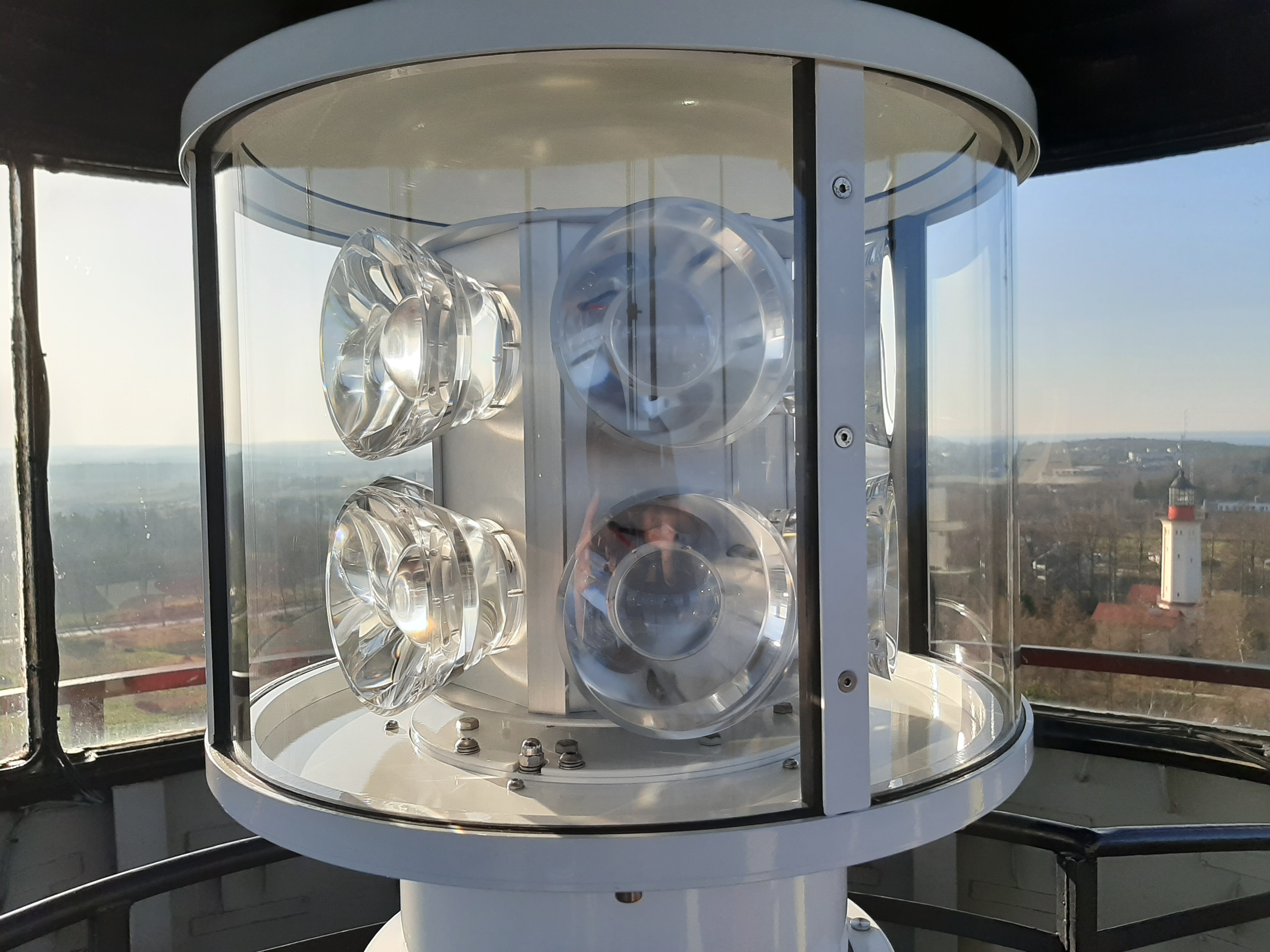
LED-Strahlern, im Hintergrund Rozewie II, 2020

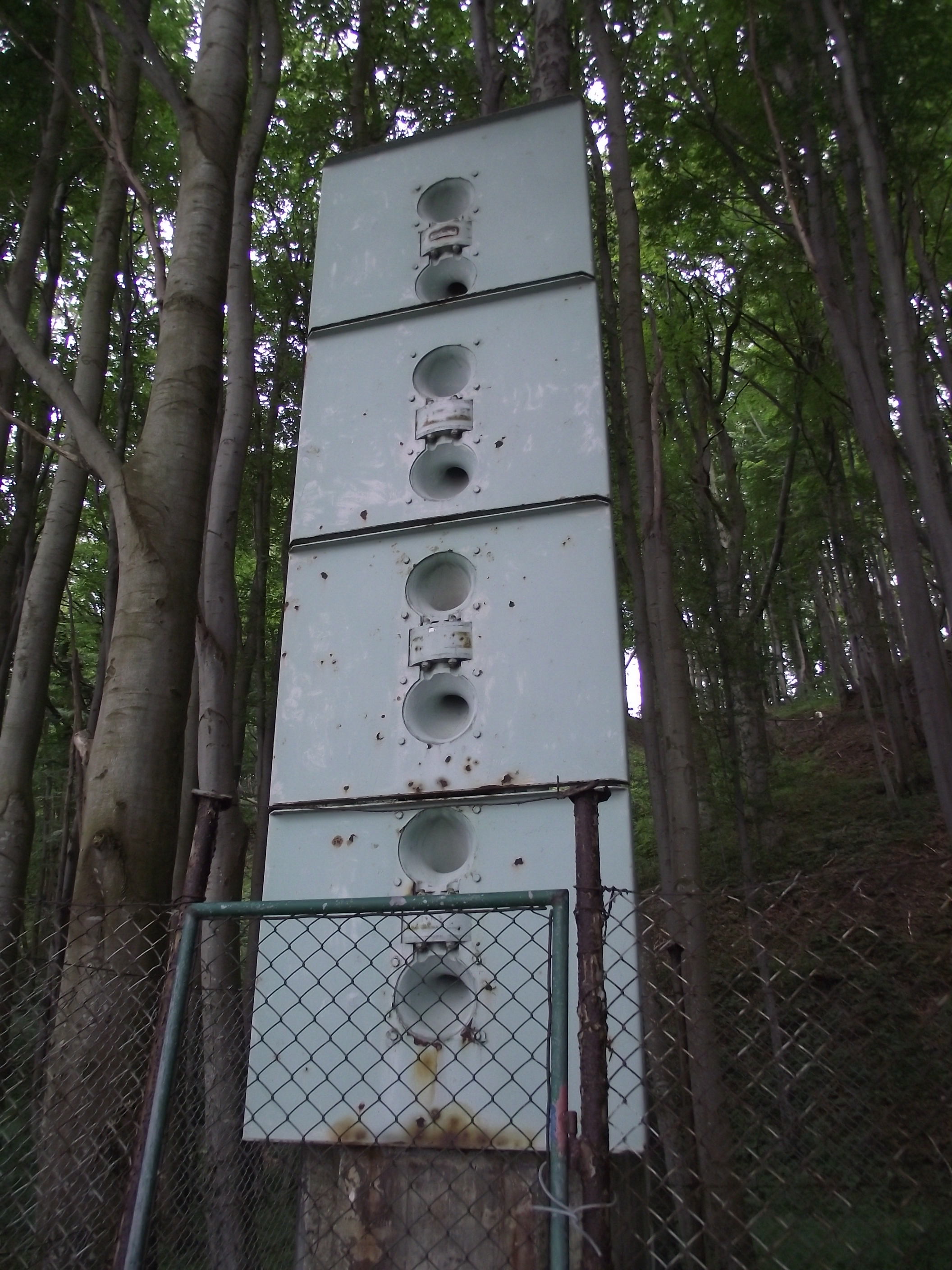
Nebelhorn am Kap, 2011

1821 wurde mit dem Bau eines gemauerten Leuchtturms begonnen. Der runde, 13,3 Meter hohe, sich nach oben verjüngende viergeschossige Turm wurde aus Findlingen errichtet, verputzt und weiß gestrichen. Über 134 Stufen gelangt man bis zur untersten der drei Galerien, die oberen beiden Galerien sind für Besucher nicht betretbar.
1978 wurde der Turm noch einmal erhöht und der obere Teil des Turms durch eine Stahlröhre mit einer Länge von 8 m auf seine heutige Größe gebracht.
Seit dem 1. Dezember 2019 dienen als neue Lichtquelle je zwei übereinander angeordnete Hochleistungs-LED-Fernstrahler mit einem Durchmesser von je 13 cm. Die Reflektoren sind auf einer Drehscheibe vom Typ MFR 400 angeordnet, die aus sechs Segmenten besteht. 12 LED-Strahler sind gleichzeitig in Betrieb und drehen sich mit einer Rotationsgeschwindigkeit von 3,33/min. Die Gesamtleistungsaufnahme (Licht + Antrieb) beträgt 45 W und gewährleistet mit einer Batterie-Notstromversorgung einen 24-Stunden-Dauerbetrieb. Hersteller der gesamten Leuchte ist die Firma MEDITERRANEO SEÑALES MARITIMAS SL aus Valencia, in Spanien.
In der unteren Sektion des Leuchtturms befindet sich ein Museum mit Exponaten von allen Polnischen Leuchttürmen, darunter Fresnel-Linsen vom Leuchtturm Stilo.
Am 10. September 2022 fand die Feier zum 200-jährigen Jubiläum des Rozewie-Leuchtturms statt.
Der älteste polnische Leuchtturm ist öffentlich zugänglich und für Besucher geöffnet.
Der Turm wird vom Urząd Morski (Seeamt) in Gdynia unterhalten und betrieben.

## Philatelistische Würdigung
Im Jahr 2007 gab die polnische Post den zweiten Briefmarkenblock einer neuen Serie mit Leuchttürmen der polnischen Küste heraus. Die Marke mit dem Nominalwert von 2,40 zł zeigt den Leuchtturm Rozewie.
Im Jahr 2015 gab die polnische Post den vierten Briefmarkenblock einer neuen Serie mit Leuchttürmen der polnischen Küste heraus. Eine der Briefmarken zeigt den inaktiven Leuchtturm Rozewie II (nova), Wert 2,35 zł.
Anlässlich der 200-Jahr-Feier des Leuchtturms gab die polnische Post am 10. September 2022 eine neue Briefmarke im von Wert 15,30 zł heraus. Ebenso am 1. Februar 2023 ein philatelistisches Faltblatt dazu (Kat.Nr. 248). Das Faltblatt enthält zwei Blöcke: einen traditionellen und einen aus Polycarbonat. Im Inneren des Polykarbonats befindet sich ein elektronischer Schaltkreis mit einer Antenne, einem NFC-Mikrochip und einer gelben Mikro-Lichtquelle. Das Licht wird aktiviert, indem man die Rückseite der Briefmarke in die Nähe eines HF/NFC-RFID-Lesegeräts (Desktop-Lesegeräte, industrielle Lesegeräte, Zahlungsterminals, Telefone mit NFC-Funktion) bringt (weniger als 1 cm). Die Auflage beträgt 8.000 Stück.